# اغنتفار (أسايس)
اغنتفار هي إحدى مشيخات المملكة المغربية، تتبع جغرافيا لإقليم الصويرة وإداريًا لأسايس. يقدر عدد سكانها بـ 2788 نسمة حسب الإحصاء الرسمي للسكان والسكنى لسنة 2004.